# One Room Disco
One Room Disco is de negende single van de Japanse groep Perfume en afkomstig van hun tweede studioalbum, Triangle (2009).
De single verscheen op 25 maart 2009 en werd geschreven en gecomponeerd door Yasutaka Nakata. Op de B-kant staat het nummer 23:30.

## Nummers
| Nr. | Titel                         | Duur |
| --- | ----------------------------- | ---- |
| 1.  | One Room Disco                |      |
| 2.  | 23:30                         |      |
| 3.  | One Room Disco (instrumental) |      |
| 4.  | 23:30 (instrumental)          |      |

## Artiesten en medewerkers
- Ayano Ōmoto (Nochi) - zang
- Yuka Kashino (Kashiyuka) - zang
- Ayaka Nishiwaki (A~chan) - zang
- Yasutaka Nakata - compositie en productie